# Helme Heine

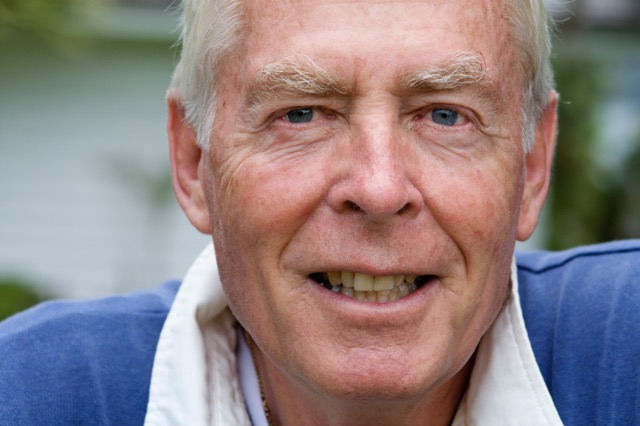
Helme Heine (2014)

Helme Heine (* 4. April 1941 in Berlin) ist ein deutscher Schriftsteller, Kinderbuchautor, Illustrator und Designer. Er lebt seit 1990 in Neuseeland, schreibt Hör- und Drehbücher und schafft satirische Grafiken und Skulpturen.

## Leben
Helme (Helmut) Heine wurde 1941 in Berlin geboren, seine Eltern waren Gastronomen und Hoteliers. Helme Heine ist der Bruder des Architekten und Schriftstellers Ernst Wilhelm Heine (1940–2023). Seine Jugend verbrachte er unter anderem in Lübbecke und ab 1953 in Wülfrath, bis zum Abschluss 1958 besuchte er dreizehn Schulen. Anschließend studierte er Betriebswirtschaft und Kunst.
Mitte der 1960er Jahre zog er nach Südafrika. Dort blieb er über ein Jahrzehnt, gründete in Johannesburg mit seinem Bruder das politisch-literarische Kabarett „Sauerkraut“, brachte eine satirische Zeitschrift heraus, zeichnete und arbeitete als Regisseur, Bühnenbildner und Schauspieler.
1975 entstand Helme Heines erstes Kinderbuch Elefanteneinmaleins. Noch im selben Jahr knüpfte er auf der Frankfurter Buchmesse Kontakte zur Verlegerin Gertraud Middelhauve, die Elefanteneinmaleins 1976 in den Handel brachte. Das Buch wurde von der Stiftung Buchkunst mit dem Preis „schönste deutsche Bücher“ ausgezeichnet und erschien auf der Ehrenliste des Premio Grafico. Mit Na warte, sagte Schwarte folgte 1977 der erste große Erfolg.
1977 kehrte Heine mit seiner Familie nach Deutschland zurück. Er hat mehr als 50 Kinder- und Jugendbücher veröffentlicht, die vor allem bei Middelhauve, Diogenes, Hanser und Beltz erschienen sind und in 35 Sprachen übersetzt wurden. Sein berühmtestes Werk ist Freunde aus dem Jahr 1982. Die Weltauflage seines Gesamtwerkes beträgt über 25 Millionen. Mit dem Heye Verlag schuf er eine Kalenderreihe mit einer Auflage von insgesamt 4,5 Millionen, zu der Anfang der 90er Jahre der erste Familienplaner gehörte.
Helme Heine machte Theater- und Musicalarbeit für die Weltausstellung in Osaka, gestaltete einen Themenpark für den Zoo in Hannover und hatte zahlreiche Ausstellungen in Europa, USA und Asien.
Seit 1983 entwickelte Helme Heine zudem mit dem Musiker Peter Maffay und dem Texter Gregor Rottschalk die Figur des kleinen grünen Drachen Tabaluga. Dabei gab er diesem Fantasiewesen eine zeichnerische Gestalt, verfasste eine passende Tabaluga-Geschichte, beeinflusste die Story und schuf Kostüme für das Tabaluga-Musical, das in verschiedenen Tourneefassungen in vielen großen Hallen aufgeführt wurde. Als en-suite-Produktion wurde das Musical Tabaluga und Lilli 1999 im damaligen Theatro Centro (heute Metronom Theater des CentrO Oberhausen) uraufgeführt.
Ende der 1980er Jahre ging Heine nach Irland und schließlich nach Neuseeland, wo er heute mit seiner Frau Gisela von Radowitz in Russell an der Bay of Islands lebt und arbeitet. Dort schreibt er Romane für Erwachsene, Hör- und Drehbücher für Funk, Film und Fernsehen wie den Kinofilm Mullewapp – Das große Kinoabenteuer der Freunde, malt und zeichnet, schafft Skulpturen und entwirft unter anderem Möbel, Theater-Kostüme sowie Porzellan.
Helme Heine engagiert sich für die nach seinem erfolgreichsten Bilderbuch benannte Freunde-Stiftung mit dem Ziel, die Lebenskompetenz von Kindern im frühen Kindergartenalter umfassend zu fördern und Gewalt und Suchtproblemen vorzubeugen.
Als Autor und Illustrator zählt Helme Heine weltweit zu den renommiertesten Buchkünstlern der Gegenwart. Seine Arbeiten erhielten zahlreiche nationale und internationale Preise. Zu den bekanntesten Figuren in seinen Bildergeschichten gehören Franz von Hahn, Johnny Mauser und der dicke Waldemar.

## Auszeichnungen und Ehrungen (Auswahl)
- 1977: „Premio Grafico“ (Ehrenliste) der Bologna Children’s Book Fair für Elefanteneinmaleins
- 1977, 1978, 1979, 1981 und 1982: Aufnahme in die „schönsten deutschen Bücher“ der Stiftung Buchkunst
- 1980 und 1991: „Best Illustrated Children’s Books of the Year“ der New York Times für Mr. Miller the Do und The Marvelous Journey through the Night (Die wunderbare Reise durch die Nacht)[5]
- 1983: Troisdorfer Bilderbuchpreis für Freunde
- 1983 Oldenburger Kinderbuchpreis für Anna und der Tatzelwurm
- 1991: Großer Preis der Deutschen Akademie für Kinder- und Jugendliteratur e. V. Volkach für das Gesamtwerk
- Europäischer Jugendbuchpreis[6]

## Werke (Auswahl)

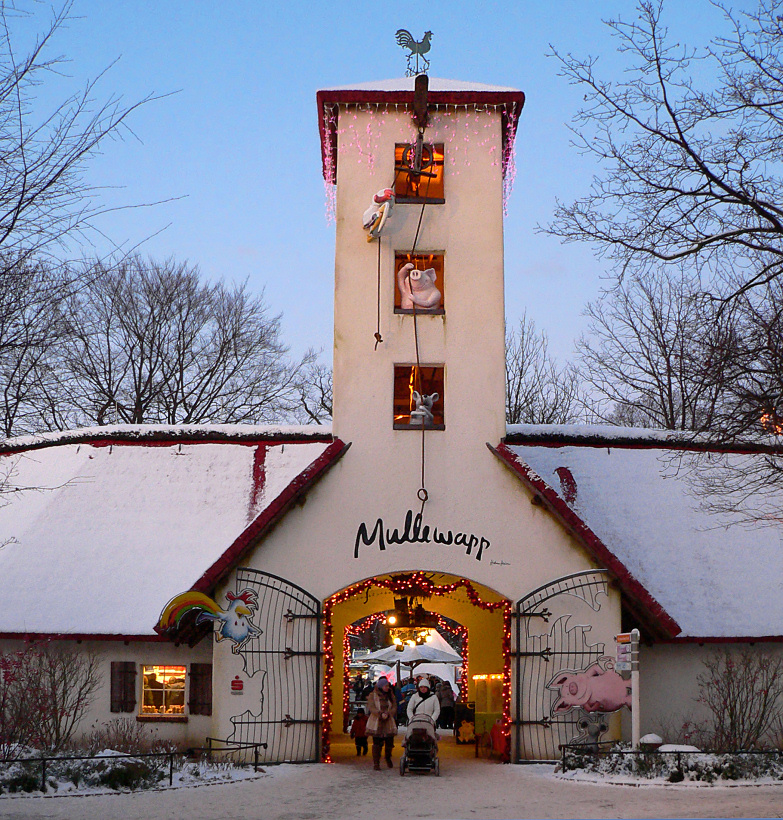
Spielplatz „Mullewapp“ im Zoo Hannover nach Motiven des gleichnamigen Kinderbuchs von Helme Heine

### Kinderbücher
- Elefanteneinmaleins (1976) ISBN 3-7876-9620-2
- König Hupf der I. (1976) ISBN 3-85195-059-3
- Na warte, sagte Schwarte (1977) ISBN 3-7876-9690-3
- Richard (1978) ISBN 3-7876-9880-9
- Der Superhase (1978) ISBN 3-7876-9790-X
- Tante Nudel, Onkel Ruhe und Herr Schlau (1979) ISBN 3-7876-9920-1
- Freunde (1982) ISBN 3-7876-9127-8
- Prinz Bär (1987) ISBN 3-7876-9230-4
- Der Boxer und die Prinzessin
- Das schönste Ei der Welt ISBN 3-407-77061-8
- Samstag im Paradies
- Sauerkraut. Fast eine Idylle (1992) ISBN 3-257-00730-2
- Mullewapp
- Tabaluga
- Sieben wilde Schweine ISBN 978-3-7876-9214-9
- Der Hase mit der roten Nase ISBN 3-407-77006-5
- Der Club ISBN 3-407-77023-5
- Foxtrott ISBN 3-446-20306-0
- Die Abenteurer ISBN 3-257-00817-1
- Drei kleine Freunde
- Die Perle ISBN 3-930777-69-X
- Die wunderbare Reise durch die Nacht
- Hans und Henriette
- Der Club
- Zehn freche Mäuse
- Der Hund Herr Müller ISBN 978-3-7876-9168-5
- Mein Freund RamTamTam

### Filme
- Sauerkraut, Zeichentrickserie, 1992, Musik von Harold Faltermeyer.
- Ein Fall für Freunde, Zeichentrickserie, 2003.
- Mullewapp – Das große Kinoabenteuer der Freunde, Kinofilm, 2009.
- Mullewapp – Eine schöne Schweinerei. Kinofilm 2016.